# Plongée sur épave

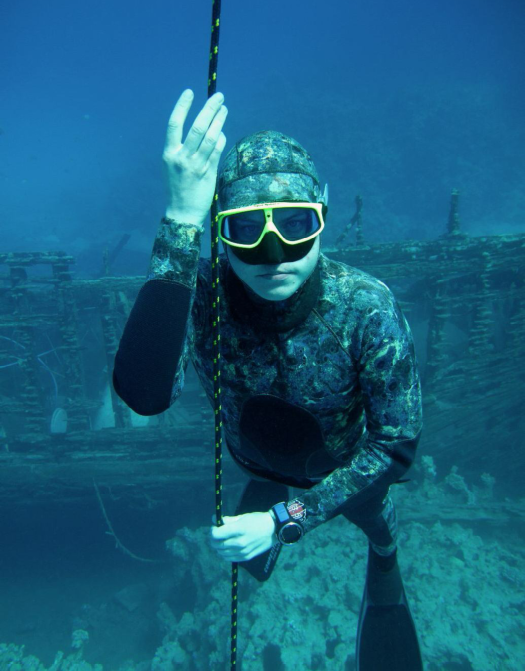
Apnéiste en plongée libre devant une épave.

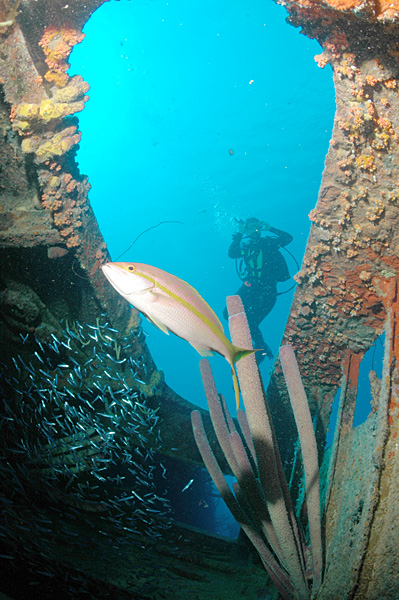
Plongeur en scaphandre autonome sur l'épave du Hilma Hooker dans les Pays-Bas caribéens.

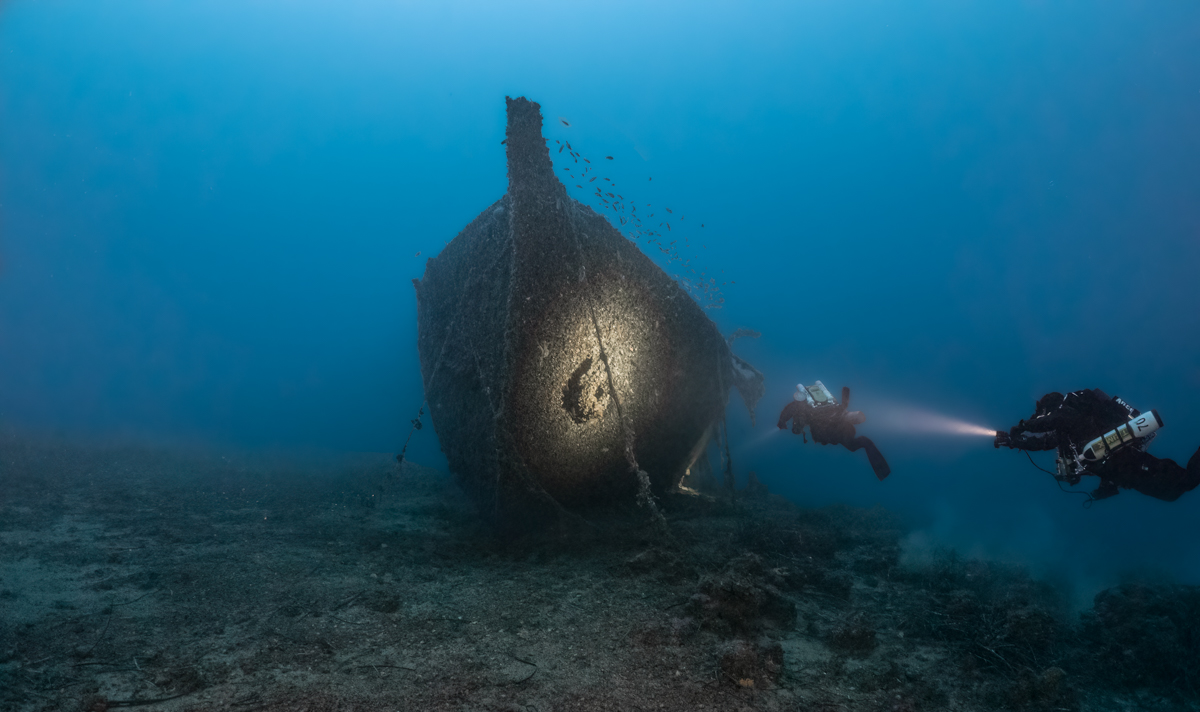
L'épave du Alain découverte par Anne et Jean-Pierre Joncheray.

La plongée sur épave est une des variantes de la plongée sous-marine où l'on recherche et explore les épaves de navires engloutis.

## Raisons de la plongée sur épave
La plongée sur épave est intéressante pour les plongeurs à plusieurs égards :
- les épaves forment des récifs artificiels, habitat privilégié pour une grande variété de la vie marine ;
- c'est souvent un site assez étendu et diversifié avec des salles des machines, des moteurs, parties qui ne sont habituellement pas visitables sur un navire en service ;
- la connaissance de l'histoire du navire ainsi que des conditions du naufrage ajoutent un aspect émotionnel important à la plongée ;
- c'est une autre forme de plongée demandant une préparation et des compétences spéciales ;
- ce type de plongée permet d'accéder à une part de l'héritage culturel et peut avoir une grande importance dans les recherches et avancées en archéologie.

## Formation à la plongée sur épave

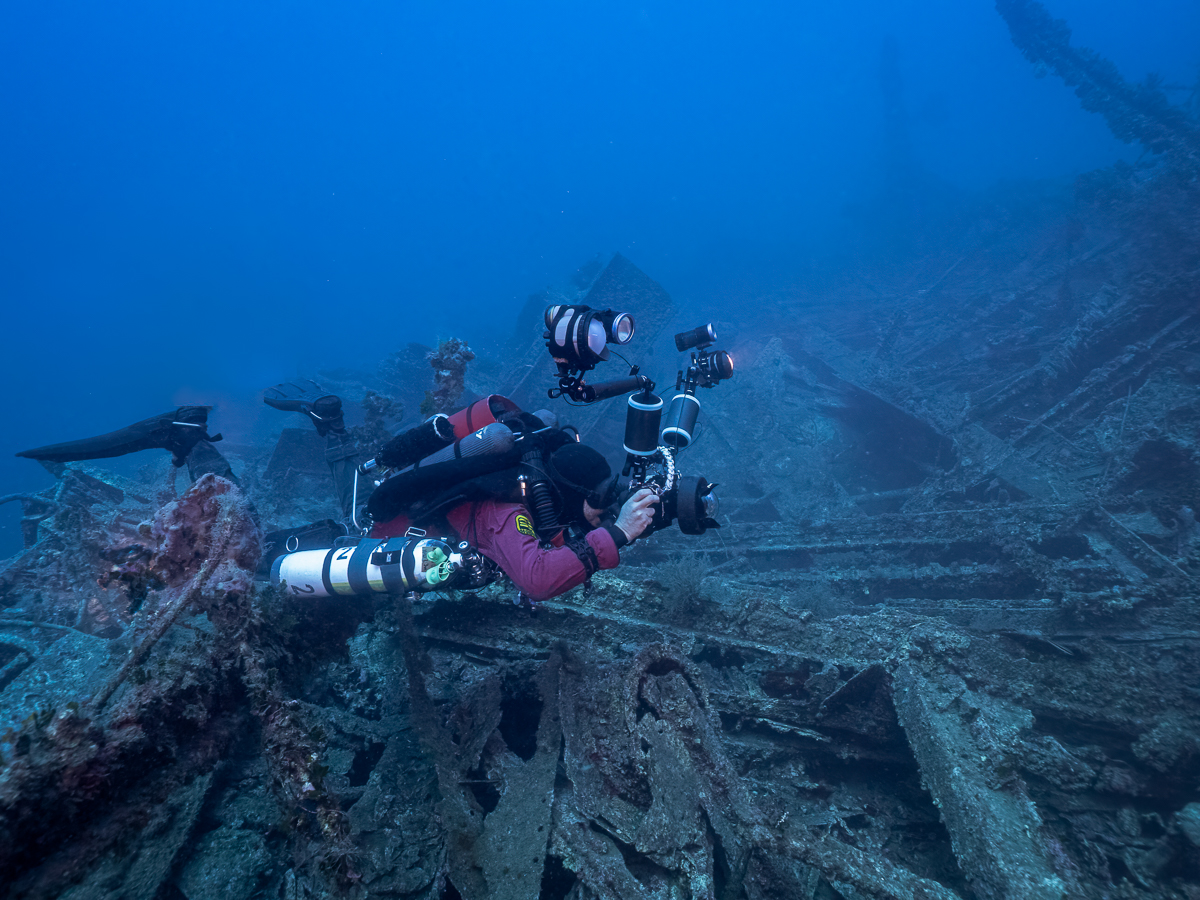
Le photographe Alexandre Hache sur l'épave du SS Polynesien à Malte.

De nombreuses épaves, intéressantes et parfois encore inconnues, se trouvent à une profondeur pas ou peu accessible en plongée loisir. Cette profondeur nécessite une certaine formation et une grande rigueur. La pénétration d'épave, lorsque le plongeur se retrouve en milieu clos sans visibilité et avec peu de place pour se mouvoir, est encore plus technique et plus aventureuse et s'apparente à la plongée souterraine, avec des difficultés spécifiques (masses métalliques faussant les indications du compas…).
La plupart des écoles de plongée proposent de former leurs plongeurs à ce type de plongée particulier (comme PADI par exemple avec sa certification wreck diver). D'autres, comme le BSAC britannique, compte tenu du nombre d'épaves à leur disposition, considèrent que la formation épave est indissociable de la formation initiale de plongeur.
La Nautical Archaeology Society (en) enseigne quant à elle, en Grande-Bretagne, comment protéger et participer à la conservation du patrimoine historique sous-marin, tout en formant ses plongeurs à l'exploration et la pénétration d'épaves.

## Protection des épaves
Dans de nombreux pays, les épaves et leur contenu sont protégées.

### En France
En France, toute invention (découverte) d'épave doit être déclarée au Département des recherches archéologiques subaquatiques et sous-marines pour enregistrement et fouilles officielles.

### Grande-Bretagne
Trois lois protègent les épaves en Grande-Bretagne :
- le Protection of Wrecks Act 1973 (loi sur la protection des épaves de 1973) : certains sites, certaines épaves, de par leur dangerosité ou leur importance historique, ne peuvent faire l'objet de plongée qu'après autorisation ;
- le Protection of Military Remains Act 1986 (loi sur la protection du souvenir militaire 1986) : tous les avions militaires ainsi que seize navires désignés sont considérés comme des souvenirs de guerre et ne peuvent faire l'objet de plongées que sur autorisation. D'autres navires, non désignés dans la loi, peuvent faire l'objet de plongées, sans que le plongeur ait le droit d'y pénétrer ;
- le Merchant Shipping Act 1995 (loi sur le commerce maritime 1995) : toutes les épaves de navires et cargos restent la propriété de leur ancien exploitant ou armateur : chaque objet retiré de l'épave doit être rendu à son propriétaire.

### États-Unis
Certains pays, comme les États-Unis avec le porte-avions USS Oriskany (CV-34), coulent volontairement des épaves afin de créer des récifs artificiels dans des zones faibles en faune sous-marine et des lieux attractifs pour les plongeurs.